# Tribokorrosion
Tribokorrosion ist ein Materialabbauprozess, der durch die kombinierte Wirkung von Korrosion (von lateinisch corrodere, „zersetzen, zerfressen, zernagen“) und Verschleiß zustande kommt. Tribokorrosion setzt sich aus den Begriffen Tribologie und Korrosion zusammen. Die Tribologie (griechisch: Reibungslehre) befasst sich mit der wissenschaftlichen Beschreibung von Reibung, Verschleiß und Schmierung. Korrosion ist aus technischer Sicht die Reaktion eines Werkstoffs mit seiner Umgebung, die eine messbare Veränderung des Werkstoffs bewirkt und zu einer Beeinträchtigung der Funktion eines Bauteils oder Systems führen kann. Chemische Korrosion tritt an Metallen auf (DIN EN ISO 8044; ehemals DIN 50900). Die wohl bekannteste Art von Korrosion ist das Rosten, also die Oxidation von Eisen. Die Tribokorrosion als Wissenschaftsfeld ist relativ neu, allerdings gibt es das Phänomen schon seit je her im Maschinenbau oder Anlagenbau.
Verschleiß ist ein mechanischer Abbauprozess, der auftritt, wenn Oberflächen aneinander reiben. Korrosion nennt man den Einfluss chemischer oder elektrochemischer Reaktionen auf das Material. Korrosion beschleunigt hierbei den Verschleiß und andersherum. Passungsrost (der durch kurze, oszillierende Bewegungen zweier sich berührender Oberflächen entstehen kann) gehört im weiteren Sinne zum Thema Tribokorrosion. Erosionskorrosion ist ein Werkstoffabtrag infolge von mechanischem Oberflächenabtrag (Erosion) und Korrosion und ist somit eine weitere Art von Tribokorrosion.